# Soulja Boy
DeAndre Cortez Way (ismertebb nevén Soulja Boy Tell 'Em, vagy Soulja Boy) (Chicago, Illinois, 1990. július 28. –) amerikai rapper, producer és színész.
2007 szeptemberében, az első kislemeze a "Crank That (Soulja Boy)" elérte az első helyet az amerikai Billboard Hot 100 listáján.
A kislemezt saját maga publikálta az internetre és ez később listavezető sláger lett az Egyesült Államokban hét héten keresztül, 2007 szeptemberétől kezdődően.
Soulja Boy jelenleg 3 studió albumot adott ki: debültáló albuma a Souljaboytellem.com (2007), amely platinalemez lett. A következő két albuma a iSouljaBoyTellem (2008) és a The DeAndre Way (2010) kezdetekben nem ért el nagy sikereket kiadásuk után, de később az utóbbi albumból 100,000 lemez fogyott. Ezt az eladási számot köszönheti az albumról megjelent kislemez sikereinek, a "Kiss Me Thru the Phone" és a "Turn My Swag On"-nak. 
Soulja Boy megerősítette hogy már dolgozik a negyedik studió albumán, amely 2014 elején fog megjelenni.
2011. október 18-án bemutatták az életéről készült dokumentumfilmet ami Soulja Boy: The Movie címet viseli.

## Élete
Chicagóban született 1990-ben majd 6 évesen Atlantába költözött ahol elkezdte érdekelni a rap műfaj. 14 évesen apjával Mississippibe költözött. 2005-ben az első számait feltette a SoundClick honlapra ahol pozitív kritikákat kapott. Majd megcsinálta első saját honlapját is.

## Zenei karrier

### 2007-08:Souljaboytellem.com
Soulja Boy első kislemeze, a Crank That 21. lett a Rolling Stone magazin 100-as listáján 2007-ben. A dalt jelölték Grammy-díjra is. Ez volt az első olyan szám, amit eladtak 3 millió digitális példányban Amerikában. A Billboard Hot 100-as listát vezette hét héten keresztül. Az évtized 23. legsikeresebb számának is megválasztották 2009-ben. Amerikában háromszor, Ausztráliában és Új-Zélandon pedig egyszeres platinalemez lett.
Következő kislemeze, a Soulja Girl azonnal sikeres lett Amerikában, viszont más országokban észrevétlen maradt. 32. lett a Billboard Hot 100 listáján, 13. a Billboard Hot R&B/Hip-Hop Songs listán, valamint 6. a Billboard Hot Rap Tracks listán. Harmadik kislemeze a Yahhh! 2008 elején jelent meg, ami platinalemez lett. A dal 48. lett a Billboard Hot 100.-on, a Billboard Hot Rap Tracks-en pedig 14. Utolsó kislemeze a Donk, ami kevés sikereket ért el, bár így is 22. lett a Billboard Hot Rap Tracks-en, valamint 37. a Billboard Hot R&B/Hip-Hop Songs listán.
Az album a 4. helyen debütált a Billboard 200 listán, köszönhető annak hogy első héten 117,000 példányban kelt el. Az albumból azóta eladtak 949.000 példányt az Egyesült Államokban.

### 2008-09:iSouljaBoyTellem
A második stúdióalbuma az iSouljaBoyTellem lett, ami 2008. december 16-án jelent meg. A Billboard 200 listán a 43. helyen debütált, 46,000 eladott példánnyal az első héten. Azóta 752.000 kelt el belőle Amerikában. A Billboard 200-as listán a 86. lett az album. 
Első kislemez az albumról a Bird Walk lett. A szám elérte a 2. helyet a Bubbling Under Hot 100 Singles-en, 40. helyet a Billboard Hot R&B/Hip-Hop Songs listán és 17. lett a Billboard Hot Rap Tracks-en.
Második kislemeze a "Kiss Me Thru the Phone", amelyben közreműködik Sammie R&B énekes is. Ez lett a legsikeresebb dal az albumról, hiszen 3. lett a Billboard Hot 100 listán és első a Rap Charts-on, de a legjobb 10-be is bekerült Angliában, Kanadában, Új-Zélandon és a Billboard Pop 100-on. A dalból már eladtak több mint 2.261.000 digitális letöltést Amerikában, így ez lett a második dal amelyik elérte a kétmilliót, az első a Crank That volt. A dal aranylemez lett Ausztráliában, valamint platinalemez Amerikában és Új-Zélandon egyaránt.
Következő kislemeze, a Turn My Swag On első lett a Rap Charts-on és 19. a Billboard Hot 100-on. A Billboard Hot Rap Tracks és a Billboard Hot R&B/Hip-Hop Songs listán egyaránt a 3. lett. Ez lett Soulja Boy 3. olyan száma, amelyből több mint egymillió letöltést eladtak.

### 2009-2010:The DeAndre Way
Soulja Boy harmadik stúdióalbuma 2010. november 30-án jelent meg. Az első héten csak 13.360 példányban kelt el, ami jelentős visszaesés az előző két albumhoz képest. 90. helyen debütált az amerikai Billboard 200 listán, 8. helyen a Rap Albums listán, valamint a 18. helyen az R&B/ Hip-Hop Albums listán.
Az első kislemez, a Pretty Boy Swag a 34. lett a Billboard Hot 100-on és 5. a Billboard Hot R&B/Hip-Hop Songs-on. Ez volt az egyetlen kislemez az albumról, amelyből több mint egymillió példányt eladtak.
Az albumról még további 3 kislemez is kijött: Blowing Me Kisses, Speakers Going Hammer és a Mean Mug amelyben közreműködött 50 Cent is.
A Speakers Going Hammer 6. lett a Billboard Bubbling Under Hot 100 Singles listán, 47. a Billboard Hot R&B/Hip-Hop Songs-on valamint 24. a Billboard Rap Songs-on.

## Diszkográfia
Studió Albumok
- Souljaboytellem.com (2007)
- iSouljaBoyTellem (2008)
- The DeAndre Way (2010)
- Super Dope (2014)
- Loyalty (2015)

Középlemezek
- Bernaurd Arnault (2011)
- 21 (2011)
- All Black (2013)
- Cuban Link (2013)

Különálló albumok
- Unsigned and Still Major: Da Album Before da Album (2007)

Mixtape-k
- Smooky (2011)
- 1up (2011)
- Juice (2011)
- The Last Crown (2011)
- Supreme (2011)
- Skate Boy (2011)
- Gold On Deck (2011)
- 50/13 (2012)
- Mario & Domo vs. the World (2012)
- OBEY (2012)
- Double Cup City (2012)
- Juice II (2012)
- Young & Flexin (2012)
- LOUD (2012)
- Foreign (2013)
- Foreign 2 (2013)
- King Soulja (2013)
- Life After Fame (2013)
- 23 (2013)
- YDWTB (2013)
- The King (2013)

## Turnék
- America's Most Wanted (2009)
- Who They Want (2011)
- The World Is Yours (2012)
- King Soulja (2013)
- We Made It Tour (2014)

## Filmográfia
| Film           | Film                           | Film   | Film                          |
| Év             | Film                           | Szerep | Megjegyzés                    |
| -------------- | ------------------------------ | ------ | ----------------------------- |
| 2007           | YouTube Live                   | Maga   | Mellékszerep                  |
| 2008           | What's at Stake?'              | Maga   | Mellékszerep                  |
| 2009           | School Gyrls                   | Maga   | Cameo                         |
| 2010           | Malice N Wonderland            | Soulja | Mellékszerep                  |
| 2011           | Soulja Boy: The Movie          | Maga   | Életéről szóló dokumentumfilm |
| 2013           | Officer Down                   | Rudy   | Mellékszerep                  |
| 2014           | Juice (remake)                 | Bishop | Főszereplő                    |
| TV szereplések |                                |        |                               |
| Év             | Cím                            | Szerep | Megjegyzés                    |
| 2007           | The Ellen DeGeneres Show       | Maga   |                               |
| 2007           | Last Call with Carson Daly     | Maga   |                               |
| 2008           | Live with Regis                | Maga   | kisebb megjelenés             |
| 2008           | Access Granted                 | Maga   | Saját videóklip "Bird Walk"   |
| 2008           | My Super Sweet 16              | Maga   |                               |
| 2010           | When I Was 17                  | Maga   |                               |
| 2010           | The Mo'Nique Show              | Maga   |                               |
| 2010           | Late Night with Jimmy Fallon   | Maga   |                               |
| 2010           | Lopez Tonight                  | Maga   |                               |
| 2010           | The Tonight Show with Jay Leno | Maga   |                               |
| 2013           | The Bachelorette               | Maga   |                               |

## Díjak és jelölések
- BET Awards
  - 2007: Legjobb új előadó (jelölték)
  - 2008: Nézők kedvence díj: "Crank That (Soulja Boy)" (jelölték)
  - 2009: Nézők kedvence díj: "Kiss Me Thru the Phone" (jelölték)
- BET Hip-Hop Awards
  - '2007: Legjobb hiphop dance előadó (Megnyerte)'
- Grammy Awards
  - 2008: Legjobb Rap szám: "Crank That (Soulja Boy)" (jelölték)
- Ozone Awards
  - '2007: Patiently Waiting: Mississippi (Megnyerte)'
  - 2008: Best Breakthrough Artist (jelölték)
  - 2008: TJ's DJ's Tastemaker Award (jelölték)
- Nickelodeon Kids' Choice Awards
  - 2007: Kedvenc Férfi előadó (jelölték)
- Teen Choice Awards
  - 2009: Choice Music: Rap előadó (jelölték)
  - 2009: Choice Music: R&B Track for "Kiss Me Thru the Phone" (jelölték)
  - 2009: Choice Music: Hook Up for "Kiss Me Thru the Phone"
  - 2009: Choice Music: Artist (jelölték)

## Egyéb tevékenységek

### Divattervezés
2008. március 5-én, kiadta a hivatalos ruházati márkáját az "S.O.D clothing"-ot. Még ebben az évben kiadta az együttesének cipőmárkáját "Yums" néven.
2012. február 14-én Soulja boy egy divattervezővel együttműködve, D.Younggal, elkészítette a hivatalos ruházati irányzatát az "Ocean Gang"-et.

### Színészi pályafutás
2009. január 7-én Soulja Boy bejelentette hogy hamarosan bemutatásra kerül a Soulja Boy: The Animated Series című rajzfilm sorozat, de csak egyetlen epizód készült el belőle.
2010. Augusztusában bejelentette hogy szeretne az életéről egy dokumentum filmet forgatni, melyet később 2011. oktoberében be is mutattak. A film tartalmaz jeleneteket az egyik élő fellépéséről, melyet a The DeAndre Way című turnéja alatt forgattak, továbbá tartalmaz interjúkat vele és az apjával.
2013-ban forgattak egy filmet, az Officer Down-t melyben mellékszerepet kapott.

### Közreműködések
Way több olyan dalban is közreműködött, amely aztán sikeres lett. Ilyen például V.I.C. dala, a Get Silly, amely a 29. lett a Billboard Hot 100-as listán 2008-ban. Ez később aranylemez is lett.
Ebben az évben jelent meg Bow Wow száma, a Marco Polo is , amiben Way szintén közreműködött. A kislemez 66. lett Billboard Hot 100-as listán, 28. a Billboard Hot R&B/Hip-Hop Songs-on és 22. a Billboard Hot Rap Tracks-en.

### Stacks on Deck Money Gang
Way megalapította a Stacks on Deck Entertainment kiadót 2004-ben, mialatt szerződése volt az Interscope és Collipark Music kiadónál.
A megalapítás óta sok előadót szerződtetett a céghez.
Jelenlegi tagok:
- Soulja Boy (Interscope/Collipark Music/SODMG/Rich Gang)(CEO)
- JBar (TOKE Team)
- Arab 2059
- M2ThaK
- Paul Allen
- AGoff
- Spinning 9
- Bobby WorId
- Soulja Kid
- Killa J
- Shawty Boy
- Lil Justin
- Lil 100
- Rachii Road Runner
- J Takin
- JSKI

Korábbi tagok:
- John Boy
- Lil B
- Riff Raff
- DFlores